# Lentini Diramazione
Lentini Diramazione (wł. Stazione di Lentini Diramazione) – stacja kolejowa w Lentini, w prowincji Syrakuzy, w regionie Sycylia, we Włoszech. Stacja znajduje się na linii Mesyna – Syrakuzy. Na tej stacji rozpoczyna się linia kolejowa do Katania – Caltagirone – Gela. 
Według klasyfikacji RFI ma kategorię brązową.

## Linie kolejowe
- Linia Mesyna – Syrakuzy
- Linia Katania – Caltagirone – Gela